# Малий Узень (річка)
Малий Узень (каз. Кіші Өзен, Сарыөзен) — річка в Саратовській області Росії та Західно-Казахстанській області, північно-західної частини Казахстану. Належить до внутрішнього безстічного Арало-Каспійського басейну. Одна із назв річки Сарыөзен, з казахської мови перекладається як: Сары — «жовта», а Өзен — «річка» (Жовта річка).

## Географія
Малий Узень бере початок на південно-західних схилах Общого Сирту (місто Єршов), тече паралельно Великому Узеню (приблизно за 50 км) в південному напрямку, в межах Саратовської області Росії та Західно-Казахстанської області Казахстану, де переходить у широку систему дрібних озер і боліт, відомих під іменем Камиш-Самарських. Загальна довжина річки близько 300 кілометрів (у повінь до 638 км). У верхній течії вода прісна цілий рік, в середній та нижній — до кінця літа, восени і зимою вода робиться гірко-солоною і непридатною до вживання. Замерзає в кінці листопада, скресає у квітні. Води використовуються для зрошування.
Середньорічна витрата води поблизу села Малий Узень (Пітерський район) близько 3,4 м³/с (максимум 782 м³/с). Навесні під час повені за один місяць проходить 97% річного стоку. Швидкість течії води становить 0,1 м/с.